# Socket P
A Socket P a második generációs Intel Core 2 Duo mobilprocesszorok (Merom, Penryn) foglalata.
2007. május 9-én dobták piacra a Santa Rosa platformmal. Támogatja az FSB menet közbeni 400 MT/s-re csökkentését, az áramfogyasztás csökkentése érdekében.
A foglalat, bár 478 tűs, nem kompatibilis sem a Socket 478, 479 vagy Socket M foglalatba készült processzorokkal.
Tipikusan az Intel Crestline (PM965/GM965 - max. 800FSB), Cantiga (PM45/GM45 - max. 1066FSB) chipsetek foglalata.
A Socket P 478 tűs ZIF FCPGA foglalat, mely támogatja a 400, 533, 667, 800, és 1066 MT/s FSB sebességű Intel Celeron M és Intel Core 2 Duo processzorokat.

## Socket P foglalatba illeszkedő processzorok
(Mindegyik processzor 35W-os TDP osztályba tartozik; a Celeron processzorokban nincs Speed Step.)
Egymagos processzorok:
Celeron 520 1.60 Ghz  1MB L2 cache 533 Mhz FSB 65 nm
Celeron 530 1.73 GHz 1MB L2 cache 533 MHz FSB 65 nm
Celeron 540 1.86 GHz 1MB L2 cache 533 MHz FSB 65 nm
Celeron 550 2.00 GHz 1MB L2 cache 533 MHz FSB 65 nm
Celeron 560 2.13 GHz 1MB L2 cache 533 MHz FSB 65 nm
Celeron 570 2.26 GHz 1MB L2 cache 533 MHz FSB 65 nm
Celeron 575 2.00 GHz 1MB L2 cache 667 MHz FSB 65 nm
Celeron 585 2.16 GHz 1MB L2 cache 667 MHz FSB 65 nm
Celeron 900 2.2 GHz 1MB L2 cache 800 MHz FSB 45 nm
Celeron 925 2.3 GHz 1MB L2 cache 800 MHz FSB 45 nm
Kétmagos processzorok:
Celeron Dual-Core T1400 1.73 GHz 512KB L2 cache 533 MHz FSB 65 nm
Celeron Dual-Core T1500 1.86 GHz 512KB L2 cache 533 MHz FSB 65 nm
Celeron Dual-Core T1600 1.66 GHz 1MB L2 cache 667 MHz FSB 65 nm
Celeron Dual-Core T1700 1.83 GHz 1MB L2 cache 667 MHz FSB 65 nm
Celeron Dual-Core T3000 1.8 GHz 1MB L2 cache 800 MHz FSB 45 nm
Celeron Dual-Core T3100 1.9 GHz 1MB L2 cache 800 MHz FSB 45 nm
Celeron Dual-Core T3300 2.0 GHz 1MB L2 cache 800 MHz FSB 45 nm
Celeron Dual-Core T3500 2.1 GHz 1MB L2 cache 800 MHz FSB 45 nm
Pentium Dual-Core T2310 1,4 GHz 1MB L2 cache 533 MHz FSB 65 nm
Pentium Dual-Core T2330 1,6 GHz 1MB L2 cache 533 MHz FSB 65 nm
Pentium Dual-Core T2370 1,7 GHz 1MB L2 cache 533 MHz FSB 65 nm
Pentium Dual-Core T2390 1,8 GHz 1MB L2 cache 533 MHz FSB 65 nm
Pentium Dual-Core T2410 2,0 GHz 1MB L2 cache 533 MHz FSB 65 nm
Pentium Dual-Core T3200 2,0 GHz 1MB L2 cache 667 MHz FSB 65 nm
Pentium Dual-Core T3400 2,2 GHz 1MB L2 cache 667 MHz FSB 65 nm
Pentium Dual-Core T4200 2,0 GHz 1MB L2 cache 800 MHz FSB 45 nm
Pentium Dual-Core T4300 2,1 GHz 1MB L2 cache 800 MHz FSB 45 nm
Pentium Dual-Core T4400 2,2 GHz 1MB L2 cache 800 MHz FSB 45 nm
Pentium Dual-Core T4500 2,3 GHz 1MB L2 cache 800 MHz FSB 45 nm
Core 2 Duo T5250 1,5 GHz 2MB L2 cache 667 MHz FSB 65 nm
Core 2 Duo T5270 1,4 GHz 2MB L2 cache 800 MHz FSB 65 nm
Core 2 Duo T5450 1,6 GHz 2MB L2 cache 667 MHz FSB 65 nm
Core 2 Duo T5470 1,6 GHz 2MB L2 cache 800 MHz FSB 65 nm
Core 2 Duo T5550 1,8 GHz 2MB L2 cache 667 MHz FSB 65 nm
Core 2 Duo T5670 1,8 GHz 2MB L2 cache 800 MHz FSB 65 nm
Core 2 Duo T5750 2,0 GHz 2MB L2 cache 667 MHz FSB 65 nm
Core 2 Duo T5800 2,0 GHz 2MB L2 cache 800 MHz FSB 65 nm
Core 2 Duo T5850 2,1 GHz 2MB L2 cache 667 MHz FSB 65 nm
Core 2 Duo T5870 2,0 GHz 2MB L2 cache 800 MHz FSB 65 nm
Core 2 Duo T5900 2.2 GHz 2MB L2 cache 800 MHz FSB 65 nm
Core 2 Duo T6400 2,0 GHz 2MB L2 cache 800 MHz FSB 45 nm
Core 2 Duo T6500 2,1 GHz 2MB L2 cache 800 MHz FSB 45 nm
Core 2 Duo T6600 2,2 GHz 2MB L2 cache 800 MHz FSB 45 nm
Core 2 Duo T6900 2,5 GHz 2MB L2 cache 800 MHz FSB 45 nm
Core 2 Duo T7100 1,8 GHz 2MB L2 cache 800 MHz FSB 65 nm
Core 2 Duo T7250 2,0 GHz 2MB L2 cache 800 MHz FSB 65 nm
Core 2 Duo T7300 2,0 GHz 4MB L2 cache 800 MHz FSB 65 nm
Core 2 Duo T7500 2,2 GHz 4MB L2 cache 800 MHz FSB 65 nm
Core 2 Duo T7700 2,4 GHz 4MB L2 cache 800 MHz FSB 65 nm
Core 2 Duo T7800 2,6 GHz 4MB L2 cache 800 MHz FSB 65 nm
Core 2 Duo T8100 2,1 GHz 3MB L2 cache 800 MHz FSB 45 nm
Core 2 Duo T8300 2,4 GHz 3MB L2 cache 800 MHz FSB 45 nm
Core 2 Duo T9300 2,5 GHz 6MB L2 cache 800 MHz FSB 45 nm
Core 2 Duo T9400 2,5 GHz 6MB L2 cache 1066 MHz FSB 45 nm
Core 2 Duo T9500 2,6 GHz 6MB L2 cache 800 MHz FSB 45 nm
Core 2 Duo T9550 2,7 GHz 6MB L2 cache 1066 MHz FSB 45 nm
Core 2 Duo T9600 2,8 GHz 6MB L2 cache 1066 MHz FSB 45 nm
Core 2 Duo T9800 2,9 GHz 6MB L2 cache 1066 MHz FSB 45 nm
Core 2 Duo T9900 3,0 GHz 6MB L2 cache 1066 MHz FSB 45 nm
Core 2 Quad Q9000 2,0 GHz 6MB L2 cache 1066 MHz FSB 45 nm (4 magos, 45W TDP)
Core 2 Quad Q9100 2,2 GHz 12MB L2 cache 1066 MHz FSB 45 nm (4 magos, 45W TDP)
Későbbi, energiatakarékosabb (25W TDP) verziók:
(A P7×50 processzorokból hiányzik a virtualizáció, más tulajdonságokban megegyeznek a P8×00 processzorokkal.)
Core 2 Duo P7350 2,0 GHz 3MB L2 cache 1066 MHz FSB 45 nm
Core 2 Duo P7370 2,0 GHz 3MB L2 cache 1066 MHz FSB 45 nm
Core 2 Duo P7450 2,1 GHz 3MB L2 cache 1066 MHz FSB 45 nm
Core 2 Duo P7550 2,2 GHz 3MB L2 cache 1066 MHz FSB 45 nm
Core 2 Duo P7570 2,2 GHz 3MB L2 cache 1066 MHz FSB 45 nm
Core 2 Duo P8400 2,2 GHz 3MB L2 cache 1066 MHz FSB 45 nm
Core 2 Duo P8600 2,4 GHz 3MB L2 cache 1066 MHz FSB 45 nm
Core 2 Duo P8700 2,5 GHz 3MB L2 cache 1066 MHz FSB 45 nm
Core 2 Duo P8800 2,6 GHz 3MB L2 cache 1066 MHz FSB 45 nm
Core 2 Duo P9500 2,5 GHz 6MB L2 cache 1066 MHz FSB 45 nm
Core 2 Duo P9600 2,7 GHz 6MB L2 cache 1066 MHz FSB 45 nm
Core 2 Duo P9700 2,8 GHz 6MB L2 cache 1066 MHz FSB 45 nm
Extreme széria (45W TDP):
Core 2 Duo X7800 2,6 GHz 4MB L2 cache 800 MHz FSB 65 nm
Core 2 Duo X7900 2,8 GHz 4MB L2 cache 800 MHz FSB 65 nm
Core 2 Duo X9000 2,8 GHz 6MB L2 cache 800 MHz FSB 45 nm
Core 2 Duo X9100 3,0 GHz 6MB L2 cache 1066 MHz FSB 45 nm
Core 2 Quad QX9300 2,5 GHz 12MB L2 cache 1066 MHz FSB 45 nm (4 magos)